# Воскресенская улица (Архангельск)
Воскресе́нская у́лица — центральная улица Архангельска. Начинается от набережной Северной Двины, заканчивается у железнодорожного вокзала станции Архангельск-Город и проспекта Дзержинского. Проходит через площади Ленина, Дружбы Народов, заканчивается у площади 60-летия Октября, пересекает проспекты Троицкий, Ломоносова, Новгородский, Советских Космонавтов, Обводный канал, улицу Тимме. Направление — с юго-запада на северо-восток. Задаёт главную композиционную ось города: железнодорожный вокзал — центр — Северная Двина, включающую три архитектурных комплекса: Привокзального района с Воскресенской улицей и площадью 60-летия Октября, центральной площади (ныне площади Ленина) на месте, определённом ещё генпланом 1794 года, и набережной Северной Двины.

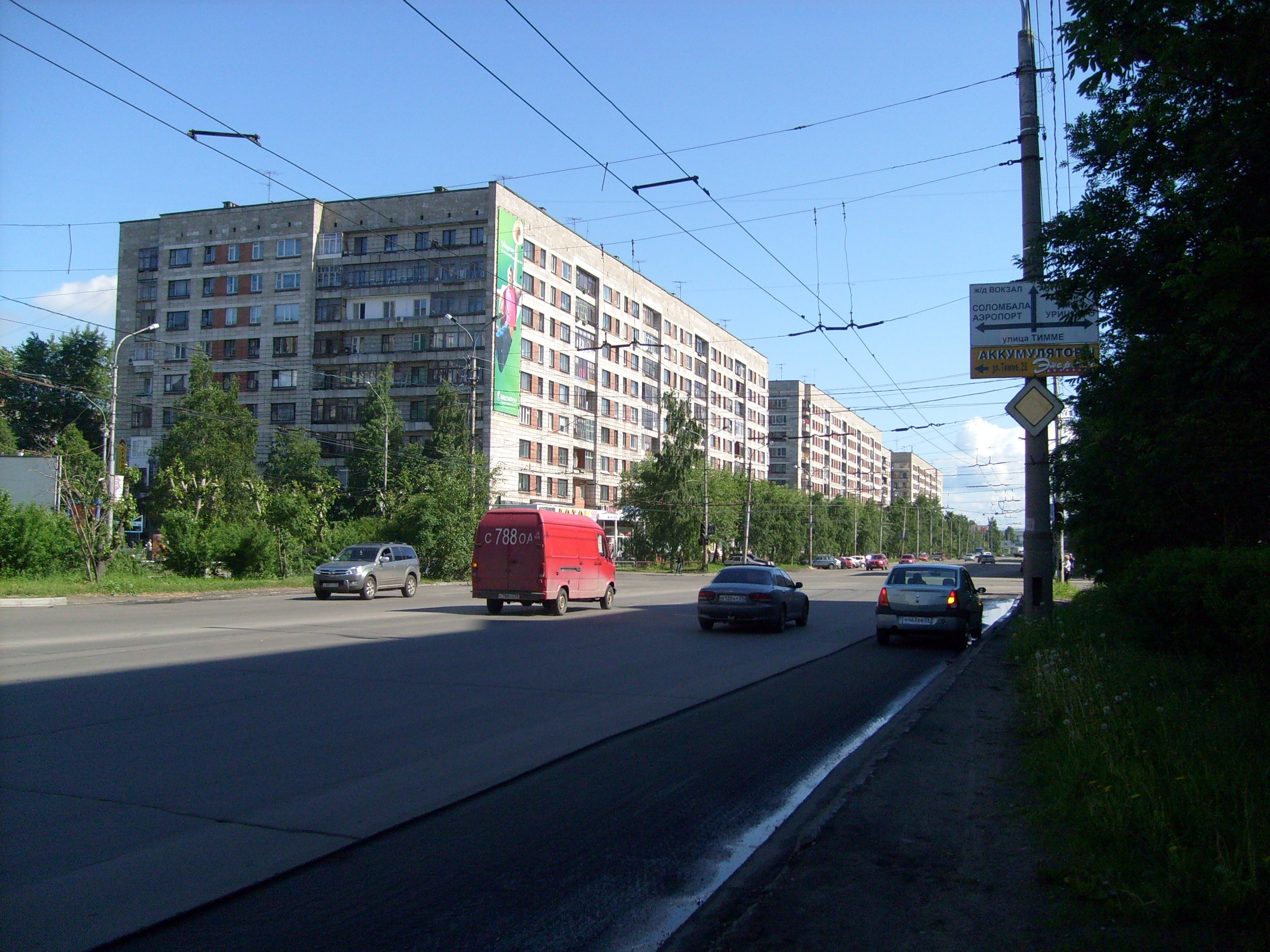
Воскресенская улица в Привокзальном микрорайоне

Одна из границ Петровского парка.

## История
Название дано по Воскресенской церкви, возведённой по приказу царя Петра I (снесена в 1936 году, по другим сведениям — в 1929).
С 1920 года именовалась улицей Энгельса. В 1993 году историческое название возвращено.

## Транспорт
На улице Воскресенской оживлённое движение. Дорога имеет четыре полосы (на участке от площади Дружбы народов до вокзала — 6 полос), на пересечении c проспектом Обводный канал и на площади Дружбы народов (с улицами Выучейского, Шабалина, Нагорной и проездом Приорова) организовано круговое движение. Серьёзных проблем с движением автотранспорта нет, однако иногда образуются пробки на перекрестках с улицей Тимме и с проспектом Ломоносова. Множество автобусных маршрутов проходят по этой улице (№ 54, 10, 11, 6, 57, 53, 104, 62 и т. д.). До 2008 года также работали троллейбусные маршруты № 1, 2, 3, 4, 6, 7.

## Достопримечательности
д. 95 — Музей шахмат